# Paul Flory
Paul John Flory (n. 19 iunie 1910, Sterling⁠(d), Illinois, SUA – d. 8 septembrie 1985, Big Sur⁠(d), California, SUA) a fost un chimist american, laureat al Premiului Nobel pentru chimie (1974).